# Capex Corporation
Capex Corporation fue una empresa de software informático estadounidense en existencia desde 1969 hasta 1982, con sede en Phoenix, Arizona, Estados Unidos. Se especializó en una amplia variedad de productos de software, en su mayoría utilidades de sistema para la plataforma de sistema IBM de gran porte, y era conocida por su complemento Optimizer para el compilador IBM COBOL. La empresa fue adquirida por Computer Associates en 1982.

## Orígenes
La empresa comenzó como una empresa emergente en agosto de 1969. En total tenía ocho empleados originales, y su financiación era originaria de capital riesgo. Algunos de sus fundadores habían trabajado para la división de computadoras de General Electric en Phoenix, en sistemas tales como la serie GE-600. Allí, tal y como decía un perfil de 1990 en el Phoenix Business Journal de uno de ellos, «encontraron los tipos de limitaciones que lo alentarían a él y a muchos otros ingenieros y técnicos a aventurarse y comenzar sus propios negocios». Entre estos fundadores estaban A. LeRoy Ellison (1936-2017), quien se convirtió en presidente de la nueva compañía, y Harry N. Cantrell (1924-2004). Otros empleados originales habían trabajando en los sistemas UNIVAC.
Al sacar los sistemas informáticos de mainframe, General Electric, al igual que los otros proveedores de hardware de la época, estaba proporcionando software sin costo alguno para sus clientes. Los fundadores de Capex pensaron que las empresas de hardware no tenían un conocimiento suficiente del mundo del software, y que, como consecuencia, había un mercado viable para abrirse paso una empresa de software independiente. Este fue especialmente el caso después de la decisión de IBM de desagregar el software de sus mainframes en 1969, lo que sucedió solo dos meses después de la fundación de Capex. Capex se convirtió en una de las primeras empresas en capitalizar en ese cambio en el mercado. Inicialmente, tenían la intención de ofrecer productos para plataformas de múltiples proveedores, pero pronto descubrieron que, desde el punto de vista económico, tenía sentido centrarse únicamente en el mainframe dominante de IBM.
Los primeros ejecutivos de Capex Corporation incluyeron a Russell E. Edwards y John J. Anderson. La oficina de la empresa se encontraba ubicada en 3rd Street, en el vecindario del centro de Phoenix, cerca del corredor de Central Avenue. La compañía afirmó volverse rentable durante 1971.

## Productos
Para 1976, Capex Corporation empleaba a cuarenta personas y tenía oficinas de ventas en varias ciudades de los Estados Unidos y Canadá, además de emplear revendedores en el extranjero. Los productos de Capex estaban enfocados en el sistema operativo OS/MVS de IBM y se beneficiaron de tener una fuerza de ventas dedicada a vender en y para esa plataforma. A partir de allí, la empresa comenzó a crecer rápidamente. Para 1978, tenían alrededor de 100 empleados y comenzaron a construir un nuevo edificio de $2 millones y 36 pies cuadrados (3,3 m²) dedicado a la empresa, con espacio para al menos duplicar su tamaño. La nueva oficina, más al norte y al este en Midtown en 14th Street y Indian School Road, reemplazó la oficina de 3rd Street y una segunda instalación en Thomas Road.
La empresa ofrecía tanto productos de software de sistema como productos de software de aplicación.

### Optimizador
El Cobol Optimizer se lanzó por primera vez a fines de 1970, y pronto obtuvo visibilidad dentro de la industria informática. El Optimizer era un optimizador de código de objeto de fase de generación de código posterior para el compilador IBM COBOL. El producto actuó en parte como un optimizador de mirilla, reemplazando las secuencias de código generadas por el compilador de IBM con secuencias más cortas o más rápidas que tenían el mismo efecto semántico. Estas transformaciones también incluyeron evitar cargas de la memoria principal en los registros y mejorar la forma en que se implementaron las sentencias PERFORM de Cobol.

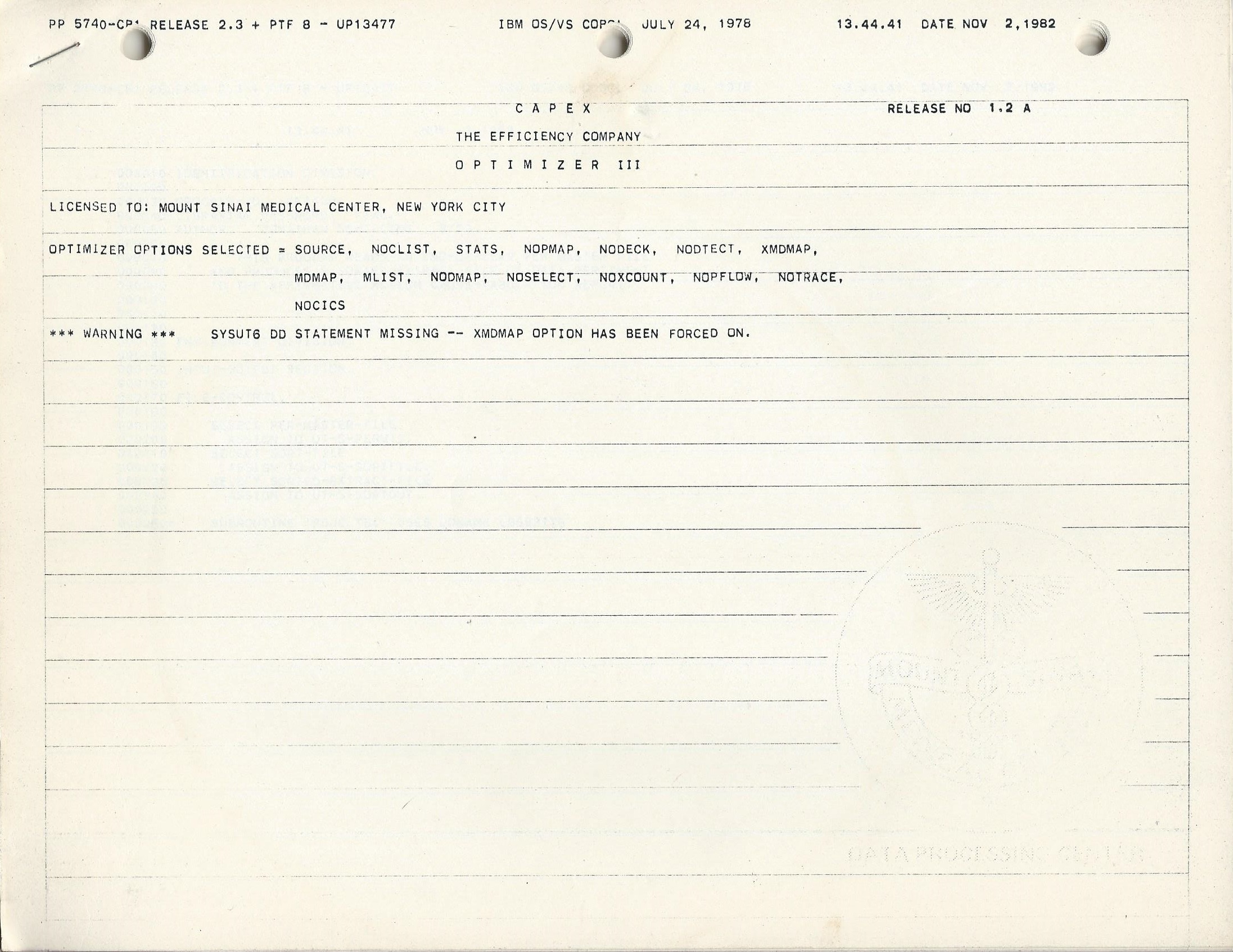
Página de banner impresa para Capex Optimizer III.

El Optimizer se ejecutó durante un trabajo de compilación por lotes, después de que el compilador de IBM hubiera generado el código objeto, y se empaquetó para que fuera esencialmente transparente para el programador. En el mejor de los casos, sus transformaciones podrían suponer un considerable ahorro en el tiempo de instrucción máquina en tiempo de ejecución. Uno de sus primeros clientes, la Ford Motor Company, verificó las afirmaciones de que los ahorros en el tiempo de ejecución podrían ser del orden del 10 al 15 por ciento, mientras que los ahorros en el tamaño de la memoria de los programas compilados podrían llegar al 20 o 30 por ciento.
Además de las mejoras de rendimiento, el Optimizer podría realizar un análisis de control del flujo estático del código ejecutable dentro de la división de procedimientos de Cobol e identificar el código inalcanzable. La versión Optimizer III del producto también podría estar presente durante las ejecuciones de prueba del programa y realizar análisis de cobertura de ruta, así como generar perfiles de informes de conteos y tiempos de ejecución.
El Optimizer fue un producto muy apreciado y exitoso que pasó varios años en el cuadro de honor de paquetes de software de Datapro Research Corporation. (Computer Associates lanzó más tarde un producto de seguimiento llamado CA-OPTIMIZER II para MVS).

### Tabulación automática
En 1972, Capex anunció al mercado su producto de planificación financiera AutoTab, tanto en la plataforma IBM 360/370 como en la Honeywell serie 6000, que fue un cambio de nombre de la serie GE-600. AutoTab se utilizó en los departamentos de finanzas de algunos clientes como una alternativa más sencilla a la programación por su cuenta y menos costosa que las soluciones de tiempo compartido. En 1975, se describió que Autotab-II extendía el soporte original para una matriz de hasta 250 × 250 a un máximo de 1500 × 1500, «combinado en cualquier proporción que requiera el usuario...». Considerados como productos de sistemas de soporte a decisiones, Autotab 300 y Autotab 3000 todavía estaban en uso a principios de la década de 1980. Autotab puede verse como una forma temprana de la hoja de cálculo, aunque una hoja de cálculo orientada a lotes, que se prestó a usos sofisticados de planificación financiera.

### Otros productos
Además de Optimizer y AutoTab, la compañía lanzó una amplia variedad de otros productos de software. Estos incluyeron:
- PLAN IV:MVS – gestión y planificación del sistema, identificación de cuellos de botella.[3]
- TLMS II: sistema de gestión de bibliotecas de cintas para entornos de SO/MVS de mainframe de IBM.[22] (Computer Associates cambió el nombre de este producto de gestión de bibliotecas de cintas a CA-DYNAM/TLMS)
- The Scheduler: producto de programación de trabajos por lotes para entornos de mainframe OS/MVS.[23] (Esta no era la versión original del producto de programación de trabajos de Computer Associates, CA-SCHEDULER 7.0, que fue escrito desde cero por CA y lanzado en 1985 para el sistema operativo /MVS, DOS/VSE y VM/CMS sistemas operativos).
- Manage:DASD: software para adaptarse al mantenimiento de dispositivos de almacenamiento de acceso directo en sistemas OS/MVS.[24]
- EZTEST: herramienta de depuración interactiva para el monitor de teleprocesamiento CICS en los sistemas mainframe de IBM (realmente lanzada un par de meses después de la adquisición por parte de Computer Associates).[25]

## Destino
Capex Corporation siguió creciendo y en 1982 empleaba a 260 personas, sin dejar de ser una empresa privada. Se anunció en junio de 1982 que la empresa sería adquirida por la firma de Long Island, Computer Associates International, Inc. (CALIFORNIA). Computer Associates obtendría todas las acciones de Capex a cambio de acciones de Computer Associates valoradas en 22,5 millones de dólares. El acuerdo se completó en agosto de 1982.
La adquisición ocurrió a pesar de que Computer Associates era solo un poco más grande que Capex en ese momento. En ocasiones, se ha hecho referencia al acuerdo como una fusión, y luego de su finalización, las ventas de CA volvieron a ser la mitad de mayores. Después de la combinación, 30 personas de Capex fueron despedidas.
Capex continuó operando como una división de Computer Associates desde su oficina de 14th Street Phoenix hasta 1984 a más tardar, cuando los empleados restantes se mudaron hacia el sur a una oficina cerca de la Interestatal 10 y la calle 24, momento en el cual Computer Associates había subsumido completamente la marca Capex.
En general, se consideró que la adquisición de Capex había sido un éxito. Fue el comienzo de lo que se convertiría en una ola de compras para Computer Associates en los años siguientes, una ola que bajo la dirección de Charles Wang daría como resultado que CA se convirtiera en una de las compañías de software más grandes del mundo.
Después de la venta, el fundador de Capex, Ellison, se convirtió en una figura destacada en los círculos empresariales de Arizona.